# DoomRL
DoomRL (Doom, the Roguelike) – darmowa gra komputerowa z gatunku roguelike stworzona przez Kornela Kisielewicza, inspirowana komputerową grą Doom. Pierwsza wersja gry, nosząca oznaczenie 0.8 (beta), zadebiutowała za pośrednictwem strony internetowej projektu 8 października 2002 roku i umożliwiała rozgrywkę na platformie Microsoft Windows. Oficjalna wersja na platformę Linux miała wersję 0.9.8.5 i ukazała się 27 listopada 2006, natomiast pierwsza wersja na platformę OS X pojawiła się 4 grudnia 2012 i nosiła numer 0.9.9.5. 12 października 2013, pół roku po wypuszczeniu wersji 0.9.9.7, ujawniono rozpoczęcie prac nad duchowym następcą DoomRL o nazwie Jupiter Hell.
Fabuła DoomRL nawiązuje do swego pierwowzoru. Gracz wciela się w żołnierza z oddziału marines, wysłanego z misją do znajdującej się na Fobosie bazy kosmicznej, w odpowiedzi na wysłany stamtąd sygnał wzywający pomocy.

## Fabuła
Akcja gry rozpoczyna się w bliżej nieokreślonej przyszłości na jednym z księżyców Marsa, Fobosie, gdzie znajduje się baza Union Aerospace Corporation, z której nadany został sygnał SOS. Gracz wciela się w komandosa, który wraz z drużyną Marines przybywa w to miejsce celem zidentyfikowania i zneutralizowania nieznanego zagrożenia. Nasz bohater zostaje na warcie na zewnątrz bazy, podczas gdy reszta komandosów wkracza do wnętrza kompleksu. Wkrótce wszyscy Marines z wyjątkiem postaci gracza giną w walce. Gracz jako jedyny ocalały rusza do wnętrza bazy, gdzie odkrywa, że cała placówka opanowana jest przez demony oraz zombie, będące częścią piekielnej inwazji. W efekcie zadaniem stojącym przed bohaterem jest przedarcie się w głąb kompleksu oraz odnalezienie i zniszczenie źródła całego zagrożenia. Miejscem akcji początkowo jest baza na Fobosie, następnie opuszczona stacja badawcza na drugim księżycu Marsa, Deimosie, w finale zaś przenosi się ona do piekła.

## Rozgrywka
DoomRL jest nastawioną na akcję grą z gatunku roguelike, prezentowaną w widoku z góry w trybie tekstowym za pomocą symboli ASCII lub w postaci grafiki kafelkowej, w zależności od wyboru gracza. Celem gry jest eksploracja kolejnych poziomów gry, walka z napotykanymi przeciwnikami, oraz gromadzenie ekwipunku i zarządzanie nim.
Z wyjątkiem pojedynczych etapów specjalnych wszystkie poziomy gry są generowane całkowicie losowo, co jest charakterystyczną cechą roguelików i zapewnia niepowtarzalność każdej rozgrywki. Gracz ma do pokonania 24 podstawowe plansze, podzielone przerywnikami na trzy części, rozgrywające się kolejno na Fobosie, Deimosie oraz w piekle. Przerywniki mają postać tekstu wyświetlanego na ekranie. Co kilka etapów gracz ma możliwość przejścia dodatkowych poziomów specjalnych, które w odróżnieniu od zwykłych etapów wymagają od gracza rozwiązania zagadek logicznych lub przyjęcia nietypowej taktyki w walce. Po ich ukończeniu gracz nagradzany jest zazwyczaj unikatowym ekwipunkiem – artefaktem, którego nie można zdobyć w inny sposób.
Najczęściej spotykanymi przeciwnikami i bossami są potwory wzorowane na tych, które występują w dwóch pierwszych odsłonach gry Doom. Zachowanie komputerowych oponentów zostało w DoomRL możliwie wiernie odwzorowane. Jedną ze znaczących różnic jest fakt, iż sztuczna inteligencja pozwala niektórym przeciwnikom na otwieranie zamkniętych drzwi, a także na korzystanie ze znalezionych apteczek, czy też zakładanie na siebie zbroi, jeśli na taką natrafią w trakcie poruszania się po danej planszy. Na niektórych poziomach specjalnych można dodatkowo napotkać bossów, których pierwowzory pochodzą z innych strzelanek niż Doom. Za pokonywanie przeciwników gracz nagradzany jest punktami doświadczenia, dzięki którym awansuje na kolejne poziomy doświadczenia. Na każdym z nich gracz zyskuje możliwość przyswojenia nowej umiejętności. Niektórzy pokonani przeciwnicy zostawiają po sobie używaną przez nich amunicję oraz broń.
Wśród przedmiotów znajdowanych w grze można wyróżnić broń, amunicję do niej, pancerze, buty, specjalne moduły służące do modyfikowania założonego ekwipunku i inne (np. apteczki). Gracz może znaleźć łącznie kilkadziesiąt rodzajów broni, w tym osiem występujących w dwóch pierwszych odsłonach gry Doom – od piły łańcuchowej do BFG9000. W przeciwieństwie do typowych gier gatunku roguelike, DoomRL kładzie nacisk na walkę dystansową. Broń występująca w grze zużywa jeden z czterech rodzajów amunicji: pistoletową/karabinową, do strzelb, do broni plazmowej lub rakiety. Dodatkowo, niektóre rzadziej spotykane bronie są ładowane w inny sposób lub same generują dla siebie amunicję. Postać gracza może nieść jedynie ograniczoną liczbę ekwipunku, co wymusza na graczu przyjęcie przemyślanej strategii odnośnie do zarządzania nim, szczególnie iż z biegiem rozgrywki dostępność niektórych rodzajów amunicji znacząco się pogarsza.
Pancerze oraz buty służą do redukcji obrażeń, przy czym te pierwsze chronią przed atakami ze strony przeciwników, zaś te drugie zmniejszają straty punktów życia na skutek przebywania na polach z kwasem lub lawą. Najczęściej spotykanymi rodzajami pancerzy są zielone, niebieskie i czerwone zbroje, co jest kolejnym nawiązaniem do Dooma. Założone opancerzenie wpływa nie tylko na redukcję obrażeń, ale również na szybkość poruszania się postaci. Pancerze oraz buty posiadają swoją własną wytrzymałość, która maleje wraz z otrzymywaniem przez gracza obrażeń.
Broń, pancerze oraz buty można ulepszać przez dodawanie do nich specjalnych modułów, rozmieszczonych losowo na planszach. W wyniku umieszczenia w danym przedmiocie odpowiedniej kombinacji modułów gracz jest w stanie złożyć specjalny ekwipunek należący do kategorii tzw. assemblies, różniący się znacząco od pierwowzoru, z którego powstał.
Oprócz standardowej rozgrywki na jednym z pięciu dostępnych poziomów trudności, DoomRL oferuje również rozbudowany tryb wyzwań (Challenge mode), odblokowywany sukcesywnie w miarę postępów w grze. Wyzwania te modyfikują standardową rozgrywkę, wprowadzając nowe wymagające zasady do gry lub nakładając na gracza różnego rodzaju ograniczenia, takie jak możliwość korzystania tylko z jednej klasy broni (np. tylko broń biała), ograniczone miejsce w ekwipunku, limitowany czas przebywania na danym poziomie, zmniejszone pole widzenia, drastycznie zmniejszone punkty życia postaci gracza i inne.
W grze zaimplementowany jest system osiągnięć przyznający graczowi medale oraz odznaki za wykonanie konkretnych akcji w trakcie rozgrywki bądź też za ukończenie jej w określony sposób.

## Rozwój gry
Pierwsze prace nad grą rozpoczęły się w 2000 roku. 8 października 2002 opublikowana została pierwsza grywalna wersja, oznaczona jako 0.8 beta. Od tego czasu gra ulegała sukcesywnej rozbudowie o nową zawartość. W wersji 0.9.8 (beta) dodano udźwiękowienie gry. Wydanie oznaczone numerem 0.9.8.5 wprowadziło do gry poziomy trudności oraz tryb wyzwań. W wersji oznaczonej jako 0.9.9.4 zadebiutowały klasy postaci. Od wersji 0.9.9.6 dodano tryb graficzny jako opcjonalny sposób wyświetlania gry. Bieżąca wersja gry jest oznaczona numerem 0.9.9.7 i została wydana 19 marca 2013.

## Odbiór gry
Gra zyskała popularność wśród fanów gier retro – w archiwalnej audycji radiowej z 2006 roku członkowie portalu 1UP.com określili ją mianem „prawdopodobnie najlepszego spin-offu Dooma”.